# Franz Fayot

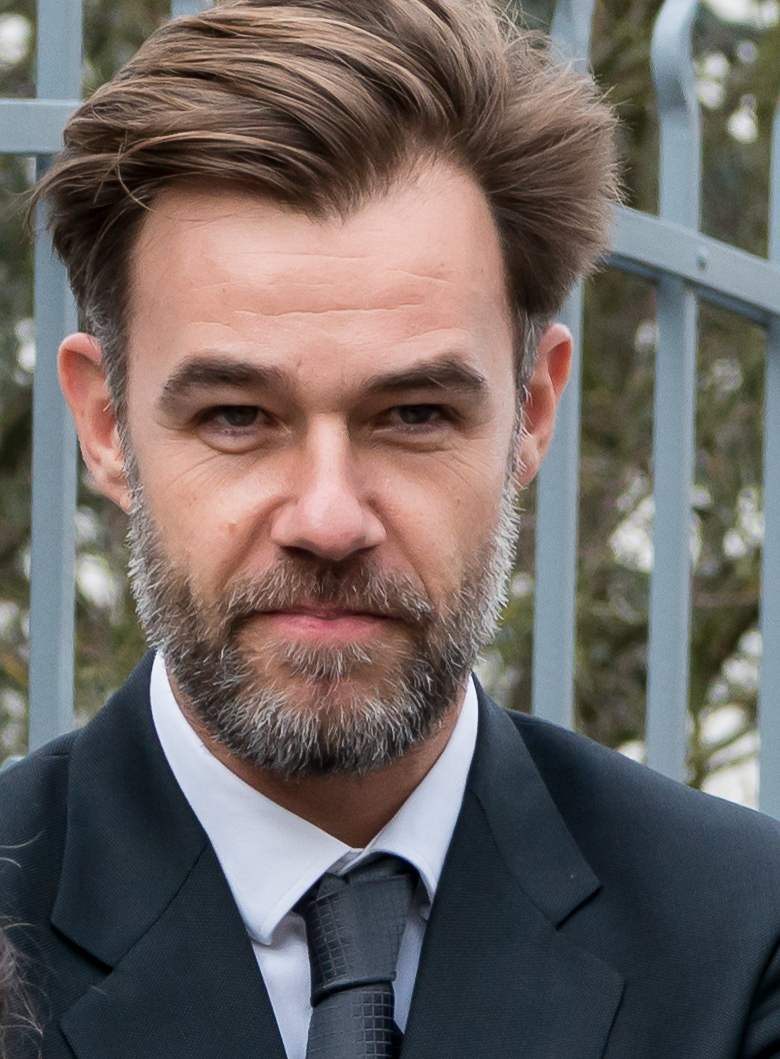
Franz Fayot (2016)

Franz Fayot (geboren am 28. Februar 1972 in der Stadt Luxemburg) ist ein luxemburgischer Jurist und Politiker der Luxemburger Sozialistischen Arbeiterpartei (LSAP). Er war Abgeordneter in der Deputiertenkammer, dem Parlament des Landes. Vom Februar 2020 bis 17. November 2023 war er luxemburgischer Wirtschaftsminister sowie Minister für Entwicklungszusammenarbeit und humanitäre Angelegenheiten.

## Beruflicher Werdegang
Nach seinem Schulabschluss studierte Fayot ab 1991 Rechtswissenschaften: zunächst für ein Jahr an der Universität Luxemburg und anschließend an der Université Paris 1 Panthéon-Sorbonne, wo er 1996 seinen Abschluss erwarb. Im Jahr darauf ließ er sich in seiner Geburtsstadt als Rechtsanwalt nieder, sein Fachgebiet ist Finanz-, Wirtschafts- und Insolvenzrecht. Ab Januar 2002 war Fayot Partner in einer Großkanzlei. Um mehr Zeit für seine politischen Aktivitäten zu haben, aber auch um neue Wege beschreiten zu können, machte er sich im März 2015 mit einem Kompagnon in einer gemeinsamen Kanzlei selbstständig.

## Politik
Fayot ist seit 1994 Mitglied der LSAP, seit 2013 leitet er als Präsident den Ortsverband in der Landeshauptstadt. Bei der Wahl im Oktober desselben Jahres glückte ihm im Wahlbezirk Centre der erstmalige Einzug in die Deputiertenkammer. Bei der Kammerwahl im Oktober 2018 verlor die LSAP im Wahlbezirk Centre einen Sitz, was zu Lasten von Fayot ging. Da Etienne Schneider erneut als Minister auf die Regierungsbank wechselte, konnte Fayot zum 6. Dezember 2018 für ihn in die Kammer nachrücken. Er leitete dort den Ausschuss für Wirtschaft und Verbraucherschutz und war stellvertretender Vorsitzender des Ausschusses für Kultur. Schwerpunkte seiner politischen Arbeit sind seit langem die Finanzpolitik sowie Fragen der Stadtentwicklung und der sozialen Gerechtigkeit. Seit einigen Jahren kümmert er sich auch verstärkt um die Bereiche Forschung und Entwicklung, Datenschutz und Digitalisierung.
Anfang 2018 kritisierte Fayot, gemeinsam mit neun anderen Mitgliedern der LSAP, in einem Papier die bisherige Politik der Parteispitze scharf. Die Gruppe forderte auch erweiterte Mitspracherechte für die jüngeren Mitglieder sowie eine Schärfung des Parteiprofils. Am 22. Januar 2019 wurde Fayot auf einem Parteitag in Käerjeng mit 88 Prozent der abgegebenen Stimmen zum neuen Präsidenten der LSAP gewählt. Dieses Amt hatte er bis März 2020 inne.
Vom 4. Februar 2020 bis zum 17. November 2023 war er luxemburgischer Wirtschaftsminister sowie Minister für Entwicklungszusammenarbeit und humanitäre Angelegenheiten.

## Privates
Fayot stammt aus einem von der LSAP geprägten Elternhaus: sein Vater Ben war langjähriger Abgeordneter in der Kammer und im Europäischen Parlament sowie von 1985 bis 1997 Vorsitzender der Partei. Er lebt in Luxemburg und hat drei Kinder.
Fayot ist Mitglied in den Verwaltungsräten des Kasemattentheaters sowie der parteinahen Robert-Krieps-Stiftung. Über Krieps hat Fayot, gemeinsam mit Marc Limpach, 2009 eine Biographie veröffentlicht.